# Frédéric Broudou
Frédéric Broudou né le 2 avril 1760 et mort en mai 1788 à Vanikoro est navigateur français.
Il fut membre de l'expédition La Pérouse (1er août 1785 - mai 1788).

## Biographie

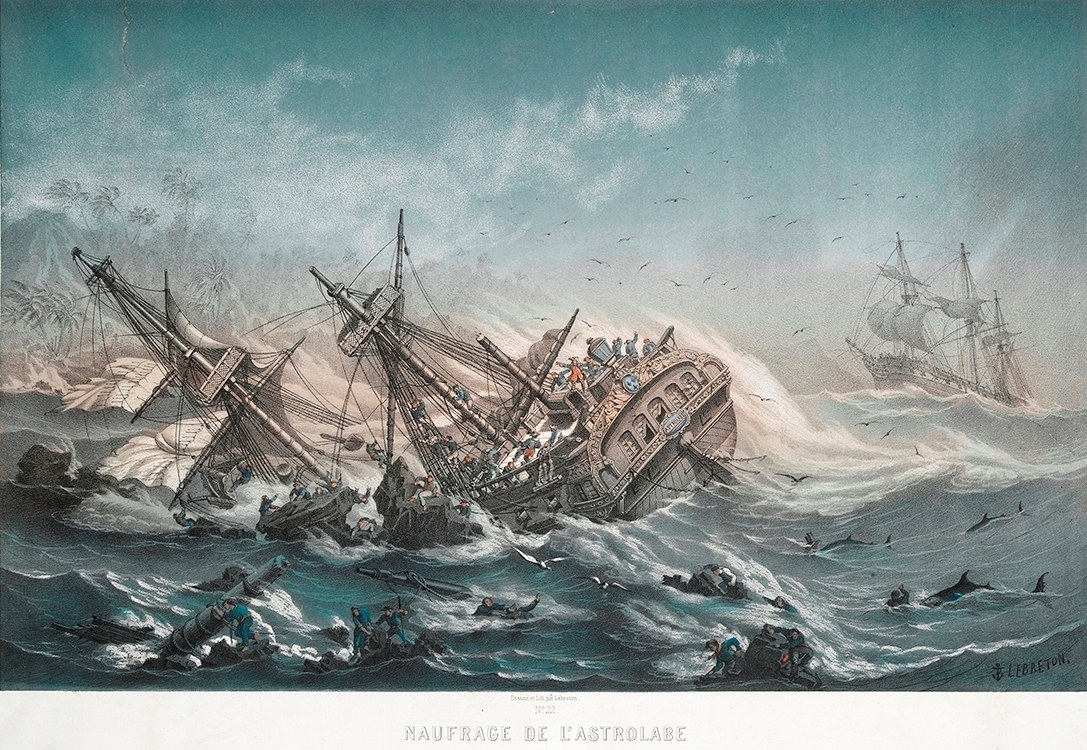
Le naufrage de L’Astrolabe et de La Boussole à Vanikoro dans lequel disparaît Frédéric Broudou en 1788.

De caractère violent, Frédéric Broudou ne pouvait s'accorder avec sa sœur Elzire, qu'il menaçait de ses pistolets. Il fut reclus à Port-Louis en mars 1782, à la demande de son père. Il passa en France avec sa mère, qui redoutant ses « accès », voulut en avril 1784 le faire enfermer au Mont-Saint-Michel.
En 1783, sa plus jeune sœur Éléonore épouse Jean-François de La Pérouse à l'église Sainte-Marguerite de Paris.
En juin 1785, son beau-frère le fait admettre sur la Boussole qui partait explorer l'océan Pacifique dans l'expédition de La Pérouse. Frédéric Broudou s'amenda et depuis le départ de Brest ne cessa de donner des preuves d'intelligence et de zèle, que Lapérouse récompensa en lui décernant un brevet de lieutenant de frégate signé le 1er août 1786
Il est porté disparu à Vanikoro en mai 1788 avec les équipages des deux navires qui y font naufrage.
Il laisse un fils, Léon Broudou (né en 1785), commissaire de la Marine.